# Windows Media Player 10
O Windows Media Player ou (WMP) é um programa reprodutor de mídia digital, como áudio e vídeo em computadores pessoais. Produzido pela Microsoft, está disponível gratuitamente para o Microsoft Windows.
O Windows Media Player 10 é o controlador de mídia multifuncional que fornece a melhor experiência para descobrir, executar e levar o entretenimento digital a qualquer lugar em PCs baseados no Windows XP. Proporcionando mais músicas e mais escolhas, e pela primeira vez, torna possível sincronizar música de alta qualidade, vídeo e fotos para os mais recentes dispositivos portáteis.

## O que há de novo?
Nesta versão, o mais famoso player traz novidades para o usuário final, que se beneficiará do recursos inclusos no download do Windows Media Player 10 disponível no próprio site da Microsoft. Inclui um novo design aerodinâmico, escolha de Lojas Online, escolha dos dispositivos e recursos Smart Jukebox.

### Design aerodinâmico
Projetado para tornar mais fácil para o usuário descobrir, baixar, organizar e reproduzir sua mídia digital, desde a música ao vídeo, fotos e TV gravada. Nesta seção é possível acessar os novos e melhorados recursos como: Design aerodinâmico, melhoria da Biblioteca de Mídia, acesso de tarefas comuns com um só clique, menu clássico desativado por padrão, personalização e mais informação sobre a midia em execução.

### Lojas Online
Com um recurso presente no programa é possível acessar lojas de conteúdo digital referente ao país em que o usuário se localiza.
No Brasil, as lojas disponíveis são: (ESDC.TV), (Gradiente i-get), (iMusica), (MSN Music).

### Dispositivos portáteis
Na nova versão o player é compatível com diferentes tipos de dispositivos portáteis, possibilitando a sincronização automática ou manual, otimizado com Auto Sync, facilidade ao trabalhar com arquivos grandes e experiência para todos os dispositivos suportados.

### Smart Jukebox
As características do Smart Jukebox no Windows Media Player 10 reduzir o incômodo de gerenciar até mesmo as maiores coleções de mídia digital. Estas características lhe dão mais controle de sua experiência de reprodução, reduzindo a quantidade de trabalho necessário para encontrar e organizar mídia digital em sua coleção. Inclui os principais recursos: Auto avaliação e lista, ripar CDs, radio tuner, reprodução flexível e maior qualidade de áudio e vídeo.

## Versões lançadas do Windows Media Player
| Versão                                            | Lançamento original                                                 | Última build                                                     | Sistema operacional compatível                                                | Codename                    |
| Microsoft Windows                                 | Microsoft Windows                                                   | Microsoft Windows                                                | Microsoft Windows                                                             | Microsoft Windows           |
| ------------------------------------------------- | ------------------------------------------------------------------- | ---------------------------------------------------------------- | ----------------------------------------------------------------------------- | --------------------------- |
| Windows Media Player 12                           | 22 de Outubro de 2009                                               | 12.0.7601.17514                                                  | Windows Server 2008 R2 Windows 7                                              |                             |
| Windows Media Player 11                           | 30 de Outubro de 2006                                               | 11.0.6002.18311 (Vista) 11.0.5721.5268 (XP)                      | Windows Server 2008 Windows Vista Windows XP SP2 & SP3 Windows XP x64 Edition | Aurora (Vista) Polaris (XP) |
| 'Windows Media Player 10'                         | 12 de Outubro de 2004                                               | 10.00.00.4074                                                    | Windows Server 2003 SP2 Windows XP Windows XP x64 Edition                     | Crescent                    |
| Windows Media Player 9 Series                     | 27 de Janeiro de 2003                                               | 9.00.00.4507 (XP) 9.00.00.3364 (2000) 9.00.00.2991 (Server 2003) | Windows XP Windows Me Windows 2000 Windows 98 SE                              | Corona                      |
| Windows Media Player for Windows XP (Versão 8)    | 25 de Outubro de 2001                                               | 8.0.0.4477                                                       | Windows XP                                                                    |                             |
| Windows Media Player 7.1                          | 16 de Maio de 2001                                                  | 7.1                                                              | Windows Me Windows 2000 Windows 98                                            |                             |
| Windows Media Player 7.0                          | 17 de Julho de 2000 (2000 e 98) 14 de Setembro de 2000 (Me)         | 7.0                                                              | Windows Me Windows 2000 Windows 98 Windows NT 4.0 Windows 95                  |                             |
| Windows Media Player 6.4 (mplayer2 for XP e 2000) | 22 de Novembro de 1999                                              | 6.4.09.1130 (XP) 6.4.09.1129 (2000) 6.4.09.1125 (Server 2003)    | Windows XP Windows Me Windows 2000 Windows 98 Windows NT 4.0 Windows 95       |                             |
| Windows Media Player 6.1                          | 25 de Junho de 1998                                                 |                                                                  | Windows 98 Windows 95                                                         |                             |
| Windows CE/Windows Mobile                         |                                                                     |                                                                  |                                                                               |                             |
| Windows Media Player 10.3 Mobile                  | 12 de Fevereiro de 2007 (6)                                         |                                                                  | Windows Mobile 6.1 Windows Mobile 6 Windows Mobile 5                          |                             |
| Windows Media Player 10.2 Mobile                  |                                                                     |                                                                  | Windows Mobile 5.0                                                            |                             |
| Windows Media Player 10.1 Mobile                  | 10 de Maio de 2005                                                  |                                                                  | Windows Mobile 5.0                                                            |                             |
| Windows Media Player 10 Mobile                    | 12 de Outubro de 2004                                               |                                                                  | Windows Mobile 2003 SE                                                        |                             |
| Windows Media Player 9.0.1                        | 24 de Março de 2004                                                 |                                                                  | Windows Mobile 2003 SE                                                        |                             |
| Windows Media Player 9 Series                     | 23 de Junho de 2003                                                 |                                                                  | Windows Mobile 2003                                                           | Corona                      |
| Windows Media Player 8.5                          | 11 de Outubro de 2002                                               |                                                                  | Pocket PC 2002                                                                |                             |
| Windows Media Player 8.01                         | Julho de 2002                                                       |                                                                  | Pocket PC 2002                                                                |                             |
| Windows Media Player 8                            | 4 de Outubro de 2001 (Pocket PC) 5 de Dezembro de 2001 (Smartphone) |                                                                  | Pocket PC 2002 Smartphone 2002                                                |                             |
| Windows Media Player 7.1                          | 21 de Maio de 2001                                                  |                                                                  | Pocket PC 2000                                                                |                             |
| Windows Media Player 7                            | 12 de Dezembro de 2000                                              |                                                                  | Pocket PC 2000                                                                |                             |
| Windows Media Player 1.2                          | 7 de Setembro de 2000                                               |                                                                  | Handheld PC 2000                                                              |                             |
| Windows Media Player 1.1                          |                                                                     |                                                                  | Palm-size PC CE 2.11                                                          |                             |
| Windows Media Player                              | 19 de Abril de 2000                                                 |                                                                  | Pocket PC 2000                                                                |                             |
| Mac                                               |                                                                     |                                                                  |                                                                               |                             |
| Windows Media Player 9 Series                     | 7 de Novembro de 2003                                               |                                                                  | Mac OS X                                                                      | Corona                      |
| Windows Media Player 7                            | 24 de Julho de 2001                                                 | 7.0.1                                                            | Mac OS 9 Mac OS 8                                                             |                             |
| Windows Media Player 6.3                          | 17 de Julho de 2000                                                 |                                                                  | Mac OS 8 Mac OS 7                                                             |                             |
| Solaris                                           |                                                                     |                                                                  |                                                                               |                             |
| Windows Media Player 6.3                          | 17 de Julho de 2000                                                 |                                                                  | Solaris                                                                       |                             |

## Prêmios
O Windows Media Player 10 foi homenageado pela PC World com um 2005 World Class Award para players de mídia digital.

## Ligações Externas
- Site oficial do Windows Media Player 10
- Diferentes versões do Player